# Adrien Morot
Adrien Morot, né à Montréal, est un artiste de maquillage canadien.
Il a été nommé pour l'Oscar des meilleurs maquillages pour le film de Le Monde de Barney en 2011 puis a remporté cette récompense pour The Whale en 2023.

## Filmographie

### Maquilleur
- 2006  : The Fountain de Darren Aronofsky - maquillage
- 2007  : La Momie : La Tombe de l'Empereur Dragon de Rob Cohen - maquillages effets spéciaux
- 2008 : Martyrs de Pascal Laugier - maquillages effets spéciaux
- 2010 : Le Monde de Barney de Richard J. Lewis (en) - maquillage
- 2013 : Warm Bodies de Jonathan Levine - maquillages effets spéciaux
- 2015 : La Nuit au musée : Le Secret des Pharaons de Shawn Levy - maquillages effets spéciaux
- 2022 : The Whale de Darren Aronofsky - maquillages effets spéciaux, création de prothèse

### Directeur artistique
- 2003 : L'Odyssée de l'espèce (téléfilm) de Jacques Malaterre
- 2005 : Homo sapiens (téléfilm) de Jacques Malaterre

## Distinctions
- Oscars 2011 : nommé pour les meilleurs maquillages pour Le Monde de Barney
- Oscars 2023 : meilleurs maquillages et coiffures pour The Whale